# 希爾斯代爾鎮區 (明尼蘇達州威諾納縣)
希爾斯代爾鎮區（英語：Hillsdale Township）是位於美國明尼蘇達州威諾納縣的一個行政鎮區。

## 歷史
希爾斯代爾鎮區於1858年成立，得名自當地的山林。

## 地方資料
希爾斯代爾鎮區的面積為41.30平方千米，當中陸地面積為41.28平方千米，而水域面積為0.02平方千米。根據2020年美國人口普查的數據，當地共有人口779人，而人口密度為每平方千米18.86人。